# Chilehaus
L'edifici Chilehaus (casa de Xile) és un edifici d'oficines a la Ciutat Vella d'Hamburg.
Va ser dissenyat per l'arquitecte Johan Friedrich (Fritz) Höger (1877-1949) i construït entre 1922 i 1924. És un exemple major de l'expressionisme de maons. Va ser un dels primers edificis de molts pisos d'Hamburg: sobre una parcel·la de 5.950 m² es van construir uns 36.000 m² de despatxos i espais de servei sobre fins a deu pisos. Es van enderrocar 69 edificis de la ciutat vella per alliberar l'espai necessari. El propietari, Rob Miles Sloman (1812-1900), d'una nissaga de benestants armadors i negociants, va fer fortuna amb la importació de nitrat des de Xile. Va triar el nom Chilehaus com ja havia donat el seu cognom a un altre edifici, la Slomanhaus.
Com a part del quarter Kontorhausviertel i amb el quarter limítrof de l'Speicherstadt al barri d'Hafencity forma un conjunt continu i el primer lloc a Hamburg guardonat amb l'estatus de Patrimoni de la Humanitat per la UNESCO des del 2015.